# Helena Rozwadowska
Helena Rozwadowska, właśc. Helena Bielenin (ur. 24 lutego 1888 w Krakowie, zm. 9 lutego 1968 w Katowicach) – polska aktorka teatralna i operetkowa. Jedna z najbardziej znanych teatralnych aktorek śląskich. Przez 40 lat występowała na scenie Teatru Śląskiego, co powoduje, że uważana jest za najdłużej występującą tam aktorkę.

## Życiorys
Córka Antoniny i Tomasza Targosza. Ukończyła szkołę dramatyczną Michała Przybyłowicza w Krakowie. Debiutowała w 1909 roku rolą Meli w Moralności Pani Dulskiej. Była aktorką Teatru Ludowego w Krakowie (1909-1914), Teatru Syndykatu Dziennikarzy Krakowskich (1914). W latach 1914–1915 mieszkała w Zakopanem, gdzie występowała z zespołem Dante Baranowskiego. W 1917 wyjechała na front włoski razem z Polskim Teatrem Frontowym. Następnie grała kolejno w zespole Stefana Turskiego (1918), w Śląskim Teatrze Plebiscytowym w Cieszynie (1919-1920), w Teatrze Miejskim w Łodzi (1920-1921), w Teatrze Polskim w Warszawie (1921-1923), w Teatrze Polskim w Katowicach (1924-1939). Po II wojnie światowej pracowała krótko w Krakowie, a następnie (1945) w Katowicach. Na scenie Teatru Śląskiego występowała do 1965.
Była aktorką teatralną, operetkową, występowała również w audycjach radiowych (m.in. "Śląska Czeladka Radiowa"). Pseudonim Rozwadowska przyjęła od nazwiska ciotki, która miała duży wpływ na wybór przez młodą Helenę kariery aktorskiej.
Jest autorką książki "Wspomnienia ważne i nieważne" (1966).

## Odznaczenia[1]
- Złoty i Srebrny Krzyż Zasługi za osiągnięcia w pracy artystycznej
- Medal 10-lecia Polski Ludowej
- Nagroda artystyczna miasta Katowice (1957)
- Wojewódzka Nagroda Artystyczna XV-lecia PRL (1960)